# Astragalus edmondstonei
Astragalus edmondstonei är en ärtväxtart som först beskrevs av Joseph Dalton Hooker, och fick sitt nu gällande namn av Robinson. Astragalus edmondstonei ingår i släktet vedlar, och familjen ärtväxter. Inga underarter finns listade i Catalogue of Life.